# Amata philippinensis
Amata philippinensis là một loài bướm đêm thuộc phân họ Arctiinae, họ Erebidae.